# Integrale di Darboux
In analisi matematica, l'integrale di Darboux è una delle possibili definizioni di integrale di una funzione.
La definizione di integrale data da Gaston Darboux è del tutto equivalente a quella data da Bernhard Riemann, tuttavia gli integrali definiti con il metodo di Darboux hanno il vantaggio di essere più semplici da definire rispetto a quelli di Riemann, in virtù dell'approccio più costruttivo della loro definizione.

## Definizione
Si consideri una funzione continua {\displaystyle f\colon [a,b]\subset \mathbb {R} \to \mathbb {R} }, che su tale intervallo risulta limitata in virtù del teorema di Weierstrass. Si suddivida l'intervallo tramite una partizione {\displaystyle {\mathcal {P}}=\{x_{0},\ x_{1},\ \dots ,\ x_{n-1},\ x_{n}|x_{0}=a<x_{1}<\dots <x_{n-1}<x_{n}=b\}} in {\displaystyle n} intervalli {\displaystyle [x_{k-1},x_{k}]\subset [a,b]}.

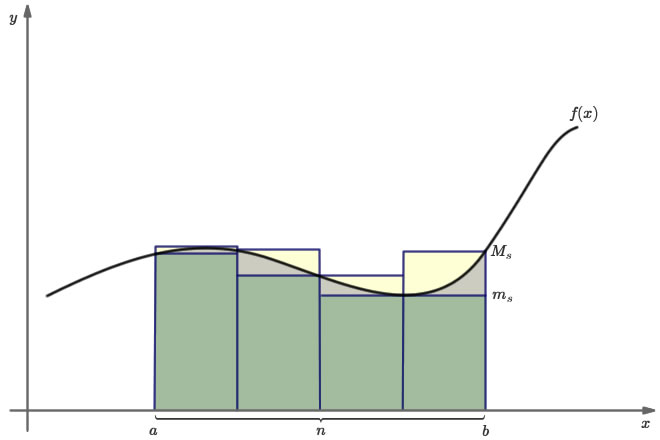
Somme di Darboux: inferiore (verde) e superiore (verde + giallo). Da notare che la funzione rappresentata nel grafico è stata scelta positiva solo per comodità.

Per ogni intervallo della partizione si definiscono le due quantità:
{\displaystyle \lambda _{k}:=\inf _{x\in [x_{k-1},x_{k}]}f(x);\qquad \Lambda _{k}:=\sup _{x\in [x_{k-1},x_{k}]}f(x).}
Questi due valori sono l'estremo inferiore e l'estremo superiore delle ordinate dei punti del grafico della funzione {\displaystyle f(x)} limitatamente all'intervallo {\displaystyle [x_{k-1},x_{k}]}. Tali valori esistono per il fatto che la funzione è limitata su tutto l'intervallo.
Si definisce somma inferiore di Darboux, di {\displaystyle f} relativa alla partizione {\displaystyle {\mathcal {P}}}, il numero reale:
{\displaystyle s({\mathcal {P}},f):=\sum _{k=1}^{n}\lambda _{k}(x_{k}-x_{k-1}).}
Analogamente, si definisce somma superiore di Darboux, di {\displaystyle f} relativa alla partizione {\displaystyle {\mathcal {P}}}, il numero reale:
{\displaystyle S({\mathcal {P}},f):=\sum _{k=1}^{n}\Lambda _{k}(x_{k}-x_{k-1}).}
Esiste un lemma che afferma che, data:
{\displaystyle m\leq f(x)\leq M,\qquad \forall x\in [a,b],}
allora per ogni coppia di partizioni {\displaystyle {\mathcal {P}},\,{\mathcal {Q}}} di {\displaystyle [a,b]} si ha:
{\displaystyle m(b-a)\leq s({\mathcal {P}})\leq S({\mathcal {Q}})\leq M(b-a).}
Al variare di ogni partizione {\displaystyle {\mathcal {P}}} di {\displaystyle [a,b],} siano:
{\displaystyle \delta =\{s({\mathcal {P}})\}_{\mathcal {P}};\qquad \Delta =\{S({\mathcal {P}})\}_{\mathcal {P}}.}
Dal lemma precedente possiamo dedurre che gli insiemi {\displaystyle \delta } e {\displaystyle \Delta } sono separati, cioè: 
{\displaystyle s\leq S,\qquad \forall s\in \delta ,\,\forall S\in \Delta .}
L'assioma di Dedekind sulla completezza di {\displaystyle \mathbb {R} } afferma allora che esiste almeno un numero reale {\displaystyle \xi \in \mathbb {R} } tale che: 
{\displaystyle s\leq \xi \leq S,\qquad \forall s\in \delta ,\,\forall S\in \Delta .}
Se vi è un unico elemento di separazione {\displaystyle \xi } tra {\displaystyle s} e {\displaystyle S,} allora si dice che {\displaystyle f(x)} è integrabile in secondo Darboux o Darboux-integrabile {\displaystyle [a,b]} e l'elemento {\displaystyle \xi } si indica con: 
{\displaystyle \int _{a}^{b}f(x)\,dx.}

## Integrale multiplo di Darboux
Sia {\displaystyle N\subset \mathbb {R} ^{n}} un dominio normale, {\displaystyle f\colon N\to \mathbb {R} ^{n}} limitata e {\displaystyle \mu } una misura. Sia {\displaystyle {\mathcal {P}}=\{N_{1},\ \dots ,\ N_{k}\}} una partizione di {\displaystyle N} in domini normali.
Si definisce somma inferiore di Darboux, di {\displaystyle f} relativa alla partizione {\displaystyle {\mathcal {P}}}, il numero reale:
{\displaystyle s({\mathcal {P}},f):=\sum _{i=1}^{k}\mu (N_{i})\,\inf {\underset {x\in N_{i}}{f(x)}}.}
Analogamente, si definisce somma superiore di Darboux, di {\displaystyle f} relativa alla partizione {\displaystyle {\mathcal {P}}}, il numero reale:
{\displaystyle S({\mathcal {P}},f):=\sum _{i=1}^{k}\mu (N_{i})\,\sup {\underset {x\in N_{i}}{f(x)}}.}
In virtù di un lemma che riguarda i domani normali e le loro partizioni, si può concludere che:
{\displaystyle \sup {\underset {\mathcal {P}}{(s({\mathcal {P}},f))}}\leq \inf {\underset {\mathcal {P}}{(S({\mathcal {P}},f))}}.}
Pertanto {\displaystyle f} si dice Darboux-integrabile in {\displaystyle N} se {\displaystyle \sup {\underset {\mathcal {P}}{(s({\mathcal {P}},f))}}=\inf {\underset {\mathcal {P}}{(S({\mathcal {P}},f))}}=\xi } e in tal caso si pone che:
{\displaystyle \int _{N}f(x)\,dx_{1}\dots dx_{n}:=\xi .}

## Proprietà degli integrali

### Darboux-integrabilità e Riemann-integrabilità
In generale una funzione è Darboux-integrabile se e solo se è Riemann-integrabile, e i valori dei due integrali, se esistono, sono uguali tra loro.

### Linearità
Siano {\displaystyle f} e {\displaystyle g} due funzioni continue definite in un intervallo {\displaystyle [a,b]} e siano {\displaystyle \alpha ,\beta \in \mathbb {R} }. Allora:
{\displaystyle \int _{a}^{b}[\alpha f(x)+\beta g(x)]\,dx=\alpha \int _{a}^{b}f(x)\,dx+\beta \int _{a}^{b}g(x)\,dx.}

### Additività
Sia {\displaystyle f} continua e definita in un intervallo {\displaystyle [a,b]} e sia {\displaystyle c\in [a,b]}. Allora:
{\displaystyle \int _{a}^{b}f(x)\,dx=\int _{a}^{c}f(x)dx+\int _{c}^{b}f(x)\,dx.}

### Monotonia
Siano {\displaystyle f} e {\displaystyle g} due funzioni continue definite in un intervallo {\displaystyle [a,b]} e {\displaystyle f(x)\geq g(x)}. Allora:
{\displaystyle \int _{a}^{b}f(x)\,dx\geq \int _{a}^{b}g(x)dx.}

### Teorema del confronto
Siano {\displaystyle f} e {\displaystyle g} due funzioni continue definite in un intervallo {\displaystyle [a,b]} e tali che {\displaystyle f(x)\leq g(x)} in {\displaystyle [a,b]}. Allora:
{\displaystyle \int _{a}^{b}f(x)dx\leq \int _{a}^{b}g(x)\,dx.}

### Valore assoluto
Sia {\displaystyle f} integrabile in un intervallo {\displaystyle [a,b]}, allora si ha:
{\displaystyle \left|\int _{a}^{b}f(x)\,dx\right|\leq \int _{a}^{b}\left|f(x)\right|\,dx.}

### Integrabilità in un  sotto intervallo
Sia {\displaystyle f\colon [a,b]\to \mathbb {R} } integrabile e {\displaystyle \alpha ,\beta \in \mathbb {R} } tale che {\displaystyle [\alpha ,\beta ]\subset [a,b].} Allora {\displaystyle f} è integrabile in {\displaystyle [\alpha ,\beta ].}

### Osservazione
Le proprietà sono state enunciate nella casistica in cui {\displaystyle a<b.} Non tutte le proprietà enunciate valgono nel caso in cui gli estremi vengono scambiati ossia nel caso {\displaystyle b<a;} in questa situazione molte delle proprietà enunciate necessitano un riadattamento.

### Teorema della media integrale
Se {\displaystyle f\colon [a,b]\to \mathbb {R} } è continua allora esiste {\displaystyle c\in [a,b]} tale che:
{\displaystyle {{1} \over {b-a}}\int _{a}^{b}f(x)\,dx=f(c).}
Limitandosi ad integrali su intervalli di {\displaystyle \mathbb {R} }, sia dato un intervallo {\displaystyle [a,b]}, con {\displaystyle a\leq b\in \mathbb {R} }.
Scrivendo {\displaystyle \Delta x_{i}=x_{1}-x_{i}-1}, se {\displaystyle f} è una funzione reale limitata definita su {\displaystyle [a,b]} e {\displaystyle {\mathcal {P}}} una partizione di {\displaystyle [a,b]} si pone:
{\displaystyle {\begin{aligned}&M_{i}=\sup _{x_{i}-1\leq x\leq x_{i}}f(x),&m_{i}=\inf _{x_{i}-1\leq x\leq x_{i}}f(x);\\&U({\mathcal {P}},f)=\sum _{i=1}^{n}M_{i}\Delta x_{i},&L({\mathcal {P}},f)=\sum _{i=1}^{n}m_{i}\Delta x_{i};\\&{\overline {\int _{a}^{b}}}fdx=\inf U({\mathcal {P}},f),&{\underline {\int _{a}^{b}}}fdx=\sup L({\mathcal {P}},f)\end{aligned}}}
dove {\displaystyle \inf ,\sup } sono calcolati al variare di tutte le partizioni di {\displaystyle [a,b]} , e i due integrali si dicono rispettivamente integrale di Riemann superiore e inferiore. Se i due integrali sono uguali, {\displaystyle f} si dice Riemann-integrabile ({\displaystyle f\in {\mathcal {R}}([a,b])}), e si definisce l'integrale di Riemann di {\displaystyle f} su {\displaystyle [a,b]} il valore comune dei due integrali:
{\displaystyle \int _{a}^{b}fdx={\overline {\int _{a}^{b}}}f,dx={\underline {\int _{a}^{b}}}fdx.}
Dato che ogni funzione limitata esistono {\displaystyle m,M\in \mathbb {R} } tali che {\displaystyle m\leq f(x)\leq M} per ogni {\displaystyle x\in [a,b]} si ha:
{\displaystyle m(b-a)\leq L({\mathcal {P}},f)\leq U({\mathcal {P}},f)\leq M(b-a)}
gli integrali di Riemann superiori ed inferiore sono definiti, anche se non è detto che abbiano lo stesso valore.
Si mostra che {\displaystyle f\in {\mathcal {R}}([a,b])} se e solo se per ogni {\displaystyle \varepsilon >0} esiste una partizione {\displaystyle {\mathcal {P}}} tale che {\displaystyle U({\mathcal {P}},f)-({\mathcal {P}},f)<\varepsilon }. Se tale condizione è verificata, allora:
{\displaystyle \left|\sum _{i=1}^{n}f(t_{i})\Delta x_{i}-\int _{a}^{b}fdx\right|<\varepsilon .}